# Mademoiselle Hervey
Pour les articles homonymes, voir Hervey.
Marie-Anne-Renée Macaire, dite Mademoiselle Hervey, est une actrice française née le 22 mai 1778 à Boissy-sous-Saint-Yon et morte le 2 octobre 1864 à Versailles.

## Biographie
Marie-Anne-Renée Macaire naît le 22 mai 1778 à Boissy-sous-Saint-Yon et est baptisée le surlendemain. Elle est la fille de Jean Macaire, manouvrier, et de son épouse, Geneviève Hervet.
Elle monte à Paris à l'âge de 14 ans pour entrer en apprentissage, et s'enthousiasme bientôt pour le théâtre. Le comédien Bonneville la repère et la fait débuter en 1797 à Marseille, au théâtre du Pavillon, qu'il dirige. Pour son premier rôle, dans la pièce L'Espiègle, Marie-Anne-Renée Macaire choisit le pseudonyme Hervey, d'après le nom de jeune fille de sa mère.
Elle poursuit sa carrière de comédienne entre Lyon, Bordeaux et Marseille, puis est engagée au théâtre du Vaudeville de Paris, où elle enchaîne les succès pendant quinze ans.
Mademoiselle Hervey entre à la Comédie-Française en 1819 et débute dans Les Femmes savantes de Molière, dans le rôle de Philaminte. En concurrence avec Madame Desmousseaux, qui l'empêche en tant que chef d'emploi d'accéder aux rôles de premier plan, elle choisit de retourner au théâtre du Vaudeville en 1826. Elle revient au Théâtre-français en 1827 et en devient la 245ème sociétaire le 1er avril 1828.
Elle est inhumée au cimetière de Montmartre.

## Théâtre

### Carrière à la Comédie-Française
Entrée en 1819
Nommée 245e sociétaire en 1828
Départ en 1839
- 1819 : Le Misanthrope de Molière : Arsinoé
- 1819 : Tartuffe de Molière : Mme Pernelle
- 1820 : Les Plaideurs de Jean Racine : la comtesse
- 1820 : Le Flatteur d'Étienne Gosse : Mme Roland
- 1820 : George Dandin de Molière : Mme de Sotenville
- 1820 : Le Paresseux de Jean- Étienne-François de Marignié : Mme Rudricour
- 1820 : Le Mariage de Figaro de Beaumarchais : Marceline
- 1821 : La Mère rivale de Casimir Bonjour : la marquise
- 1826 : Le Spéculateur de François-Louis Riboutté : Mme Duvernet
- 1829 : Henri III et sa cour d'Alexandre Dumas : Mme de Cossé
- 1829 : Le Bon garçon de Louis-Benoît Picard et Édouard-Joseph-Ennemond Mazères : Mme Derbeley
- 1829 : Les Femmes savantes de Molière : Bélise[5]
- 1830 : Les Deux Anglais de Pierre-François Camus de Merville : Mme Pearce
- 1831 : La Famille de Lusigny de Frédéric Soulié et Adolphe Bossange : Mme Artaut
- 1831 : La Reine d'Espagne de Henri de Latouche : la duchesse de Mondejar
- 1831 : Allez voir Dominique de Théodore Pain : Mme Dominique
- 1832 : Le Voyage interrompu de Louis-Benoît Picard : Mme Dufour
- 1833 : Clarisse Harlowe d'après Samuel Richardson : Mistress Norton
- 1835 : Une présentation d'Alphonse-François Dercy de François et Narcisse Fournier : la supérieure
- 1835 : Lavater de Claude Rochefort et Mathurin-Joseph Brisset : Berthe
- 1838 : Louise de Lignerolles de Prosper-Parfait Dinaux et Ernest Legouvé : Joséphine
- 1838 : Un jeune ménage d'Adolphe Simonis Empis : Louise